# Provincia de Carabaya
La provincia de Carabaya es una de las trece que conforman el departamento de Puno en el sur del Perú. Limita por el norte con el departamento de Madre de Dios, por el este con la provincia de Sandia, por el sur con la provincia de Azángaro y la provincia de Melgar, y por el oeste con el departamento del Cusco.
Desde el punto de vista jerárquico de la Iglesia católica, forma parte de la prelatura de Ayaviri, sufragánea de la arquidiócesis de Arequipa.

## Historia
Los primeros autores americanos designan este antiquísimo pueblo-territorio como el pueblo de los callahuayas, carwayas, calabayas, carabayas, kallawayas, etc. Todos topónimos del mismo lugar para diferenciarlo de los igualmente viejos canchis, chunchos, canas, omasuyos, collas, muxus, u otros pueblos que existieron y cuyos vestigios todavía sobreviven entre Cusco, Madre de Dios, Larecaja, La Paz, Beni, Pando y Puno actuales. 
Como provincia, este territorio muestra evidencias de haber sido habitada por una población que se desarrolló alejada y distinta del influjo de los canchis de Sicuani (de hoy), de los canas (en Canas) o la de los chunchos de Madre de Dios (también de hoy) y Larecaja (Bolivia), y casi sin contacto con los relativamente alejados collas de Puno y omasuyos (Bolivia). Culturas circundantes con las que comerciaban e interrelacionaban desde tiempos preíncas hasta mediados del siglo XX (veinte), en ese orden prioritario en cuanto a volumen comercial, y con ese orden de frecuencia o afinidad. Como respuesta a las agresiones y sufrimientos infligidos por la dura geografía, este pueblo ha logrado sobrevivir creando un rico acervo intangible de artes y saberes que conformaban y conforman una cultura propia de su comarca. Uno de los reconocimientos más singulares de ese aporte consiste en la identificación cultural curanderil que se promociona con asiduidad en el ámbito regional desde mediados del siglo XVIII (aprox). Aparentemente, luego del boom de la quina, árbol cuyas variedades locales se destacaron por la calidad del antipalúdico quinina que contenían. 
Dada su ubicación, durante el virreinato del Perú, dicho territorio fue materia de diversas expediciones encaminadas a ubicar la legendaria ciudad perdida de Paititi, las mismas que dejaron su huella en el establecimiento de ciudades y postas de misioneros. Conocidas son las expediciones de Pedro de Candia, Anzúrez, Ñuflo de Chávez, Álvarez Maldonado, Recio de León y Diego de Zecenarro, las mismas que habrían de sentar las bases para incorporar dichos territorios al Perú, durante el conflicto limítrofe suscitado con Bolivia en los primeros años del siglo XX.
Parte de este territorio de origen preínca (sin delimitación precisa ad integrum), se asigna a la jurisdicción política de Puno en fecha de su creación como intendencia (nov. 1776), aunque clericalmente nunca dejaría de pertenecer al obispado del Cusco. 

## Carabaya la aurífera
- «...La última riqueza de [Carabaya] la Aurífera, consiste en el producto de los valles cálidos, el cacao, el café, la coca, y el caucho —aparte sus depósitos de oro metálico que le han valido aquel epíteto—. Sus actuales moradores residen casi enteramente en aldeas en las más elevadas partes de los valles o cabeceras de valle, o en lo más alto de los medio valles y zonas más o menos accesibles a las tierras de las partes bajas, muchos habitantes de las altos valles poseen muy pequeñas extensiones de cocales, los pueblitos así situados, de la que Cuyo Cuyo (10000 p de altura —algo más de 3000 m s. n. m.—) es un buen ejemplo, están prácticamente incomunicados uno con otro: cada pequeña comunidad harto bien encerrada a sus vecinas queda ya por despoblados contrafuertes andinos o las precipitosas murallas de los valles; en realidad la comunicación es únicamente posible prosiguiendo el camino del valle a su cabecera cruzando la cordillera encima de la meseta y, de ahí, cruzando por el paso peculiar al valle buscado...».
- (Clement Marckham, Viajes por el Perú y la India, publicado en 1862) [la trascripción completa del documento esta archivada en la bibliografía de grupo Carabaya].[3]

## Geografía
Abarca un área de 12 266,40 km².

## División administrativa
Esta provincia se divide en diez distritos:
1. Ajoyani
2. Ayapata
3. Coasa
4. Corani
5. Crucero
6. Ituata
7. Macusani
8. Ollachea
9. San Gabán
10. Usicayos

## Población
En el año 2007, la población censada era de 73 946 habitantes.

## Capital
Su capital es la ciudad de Macusani.

## Autoridades

### Regionales
- Consejeros regionales
  - 2019-2022[5]

  1. Abdón Vidal Pacco Hancco (Frente Amplio para el Desarrollo del Pueblo)
  2. Noemí Elsa Cordova Leqque (Movimiento de Integración por el Desarrollo Regional, Mi Casita)

### Municipales
- 2015-2018[6]
  - Alcalde: Edward Rodríguez Mendoza, Movimiento Proyecto de la Integración para la Cooperación (PICO).
  - Regidores: Uriel José Cuba Delgado (PICO), Pedro Huarsaya Maque (PICO), Julia Rosario Chacón Quispe (PICO), Windebel Eudis Gutiérrez Salguero (PICO), Juvenal Cutipa Leqque (PICO), Yadmani Tinta Ramos (PICO), Fidel León Lope Huamantuco (Proyecto Político Aquí), Régulo Mamani Cachicatari (Partido Humanista Peruano), Juan Vilca Alcca (Moral y Desarrollo).
- 2011-2014
  - Alcalde: Augusto Ronald Gutiérrez Rodrigo, Movimiento Moral y Desarrollo (MyD).
  - Regidores: Liborio Preciliano Lino Navarro (MyD), María Rosthana Cuba Delgado (MyD), Gualberto Laura Quilla (MyD), Peregrina Valenzuela Condori (MyD), Jorge Miguel Huallpa Calapuja (MyD), Raúl Antonio Peralta Quispe (MyD), Julio Antonio Chambizea Delgado (Proyecto Político Aquí), Luis Albino Challo Merma (Gran Alianza Nacionalista - Popular - Poder Democrático Regional), Jhanmes Ulices Paz Huamán (Movimiento Andino Socialista).

### Consejo Provincial de la Juventud
- 2021-2023
  - Presidente: Genaro Sánchez Luna.
  - Miembros: Juan Isidro Condori Catunta, Rosa Danitza Mamani Mamani, Eva Elva Turpo Mamani, Rocío Gonzales Araujo, Henry Torres Huaricallo.

### Policiales
- Comisaría de Macusani
  - Comisario: Comandante PNP

### Religiosas
- Prelatura  de Ayaviri[7]
  - Obispo prelado: Mons. Kay Martin Schmalhausen Panizo SCV[8]
- Parroquia San Juan Bautista[9]
  - Párroco: Pbro. Alejandro Flores López LD